# Список умерших в 1046 году

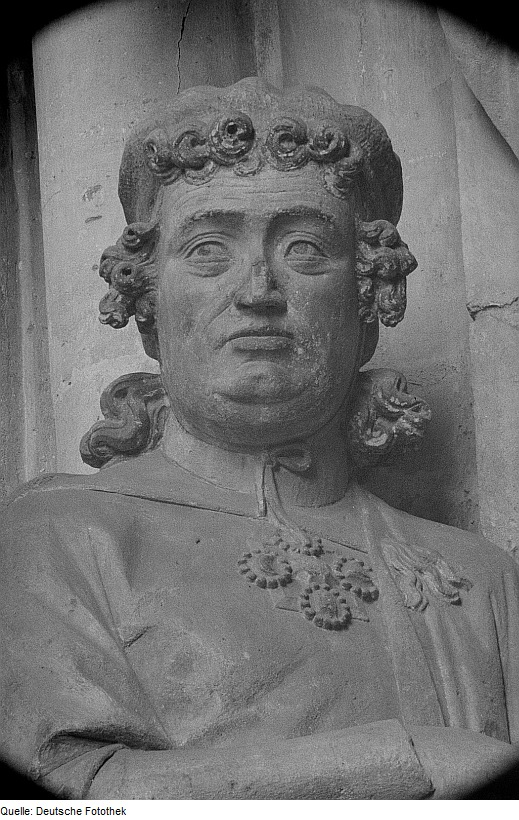
Эккехард II

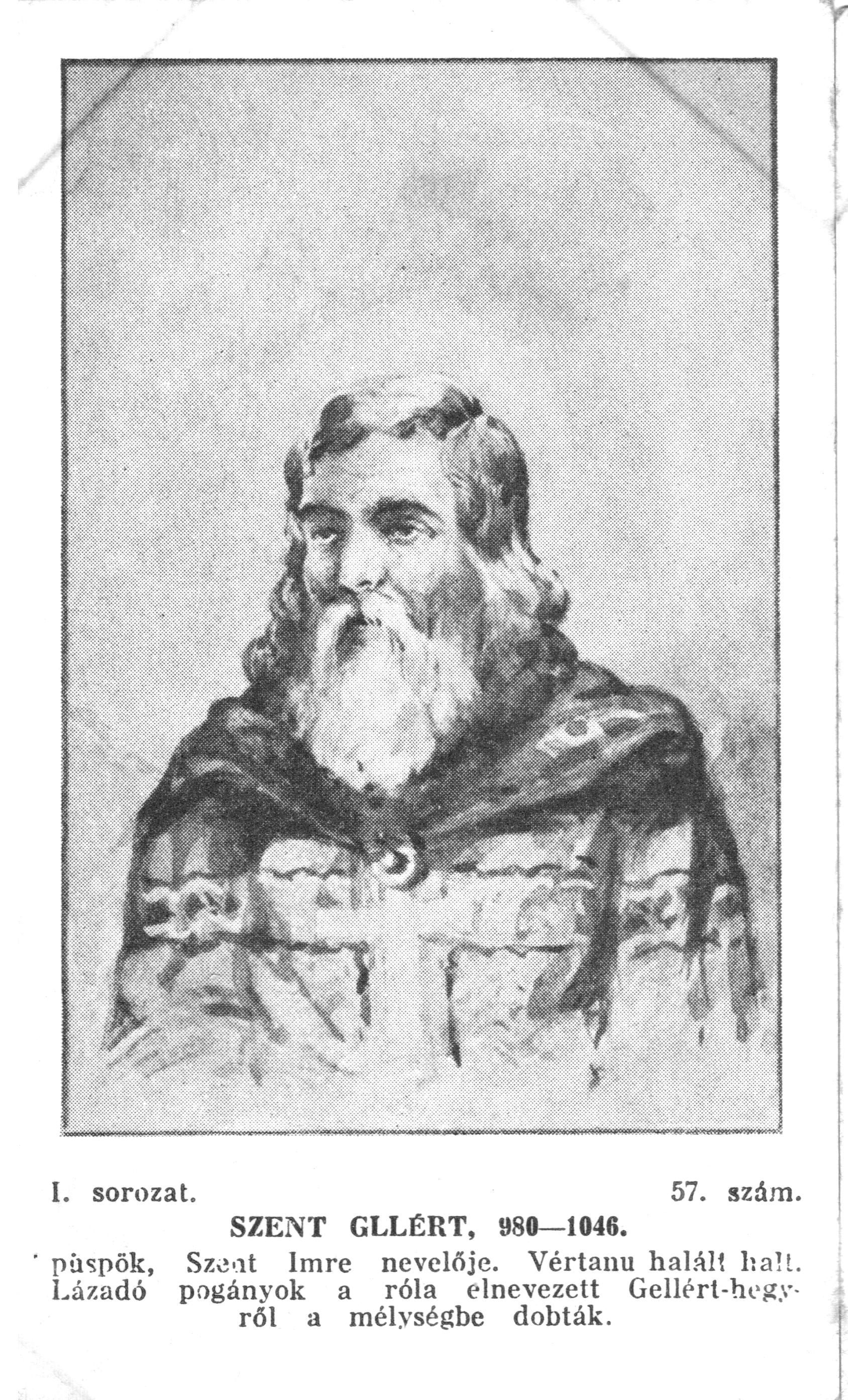
Герард Венгерский

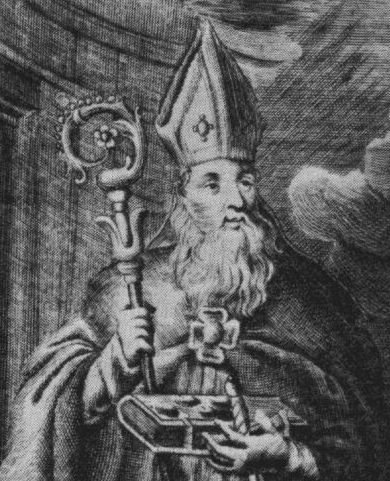
Святой Бистрик

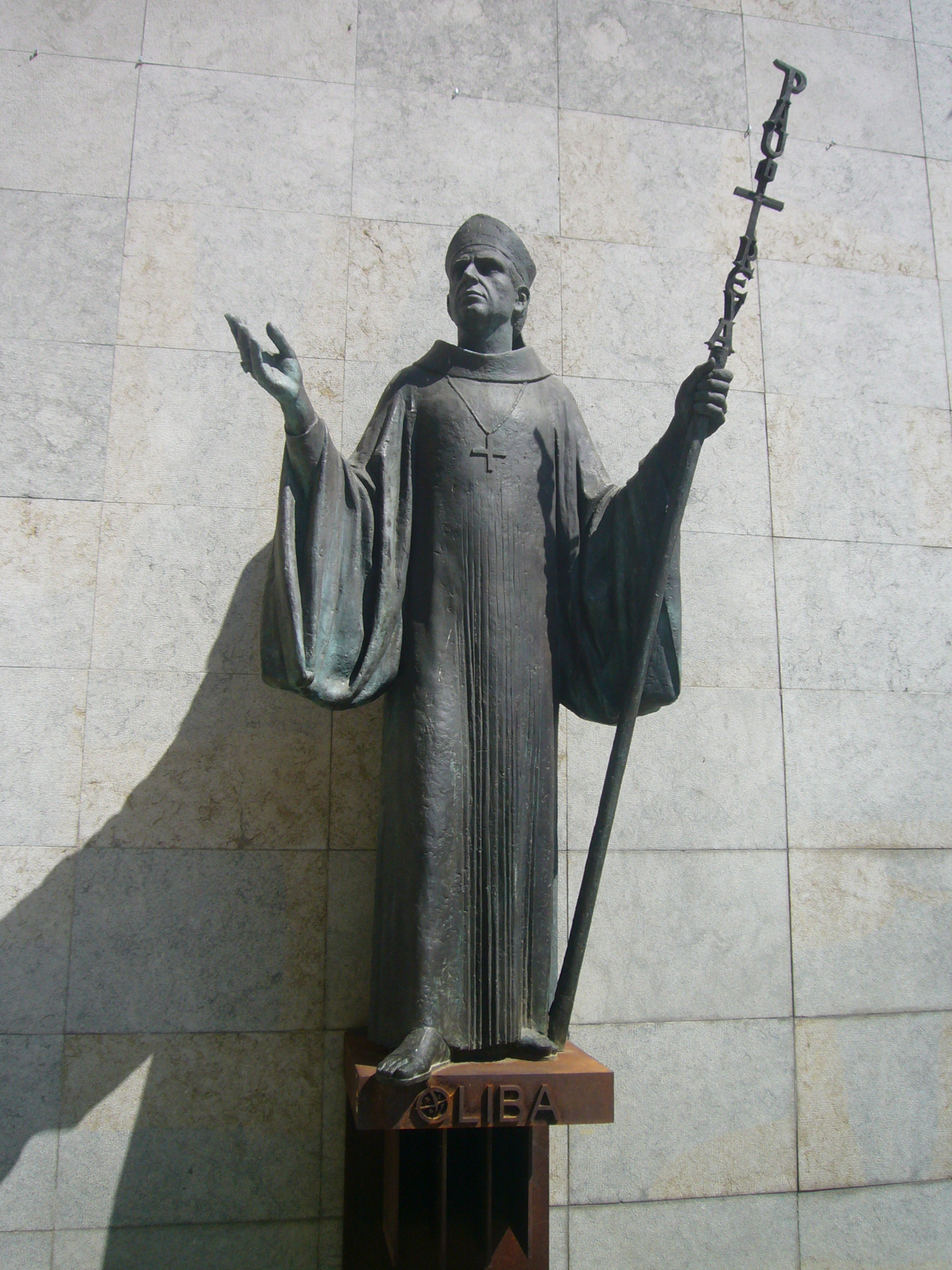
Олиба

В этой статье представлен список известных людей, умерших в 1046 году.
См. также: Категория:Умершие в 1046 году

## Январь
- 24 января — Эккехард II — маркграф Саксонской Восточной марки (с 1034), маркграф Мейсена и граф Хутици (с 1038).

## Июнь
- 24 июня — Чонджон (27) — король Корё (с 1034).

## Сентябрь
- 24 сентября — Герард Венгерский (Ксанадский) — католический святой, бенедиктинец, епископ, мученик, просветитель Венгрии, убит.
- 27 сентября — Бистрик[чеш.] — епископ Нитры (ок. 1005—1046), святой христианской церкви.

## Октябрь
- 23 октября — Ута Балленштедтская — маркграфиня, жена Эккехарда II, маркграфа Мейсена, Саксонской Восточной марки и графа Хутици.
- 29 октября — Сантифиос II (Шенуда)[англ.] — патриарх Коптской православной церкви (1032—1046)

## Декабрь
- 25 декабря — Эберхард I[нем.] — епископ Констанца (1034—1046).
- 30 декабря — Олиба — граф Берги и Рипольеса (с 971), аббат монастырей Санта-Мария-де-Риполь и Сан-Мигель-де-Кюкса (с 1008).

## Дата неизвестна или требует уточнения
- Арт Уаллах мак Айдо[англ.] — король Коннахта, король Брейфне с 1030 года.
- Вильгельм (Гульельмо) I Железная Рука — первый граф Апулии с 1042 года.
- Гозело II — герцог Нижней Лотарингии с 1044 года.
- Гюетнош де Пороэт — виконт де Тро с 1008 года, основатель дома де Пороэт.
- Одоранн Сансский — бенедиктинский монах, архитектор, ювелир, музыкальный теоретик и экзегет.
- Рёгнвальд Брусасон — граф Оркни (ок. 1037—1046)
- Сулейман ибн Худ аль-Мустаин — пятый независимый эмир Сарагосы (1039—1046).